# Syncyamus aequus
Syncyamus aequus is een vlokreeftensoort uit de familie van de Cyamidae. De wetenschappelijke naam van de soort is voor het eerst geldig gepubliceerd in 1981 door Lincoln & Hurley.